# 国家语言文字工作委员会
国家语言文字工作委员会，简称国家语委，是负责全国语言文字工作的国务院部委管理的国家局，由中华人民共和国教育部对外保留牌子。国家语委主要负责对全国语言文字包括汉语言文字的规范化、标准化，以及贯彻执行国务院对语言文字的政策和法令。

## 沿革

### 建国初期
1949年吴玉章向毛泽东写信，提出为了有效地扫除文盲，需要迅速进行文字改革。毛泽东把信批复给郭沫若、茅盾等人研究，同年10月成立中国文字改革协会（即文改会）。12月，吴玉章任常任理事会主席。
1952年2月5日，政务院文化教育委员会下设的中国文字改革研究委员会召开成立大会，马叙伦任主任委员，吴玉章任副主任委員，丁西林（丁燮林）、吴晓铃、林漢達、季羡林、胡乔木、韦悫、陸志韋、陈家康、叶恭绰、黎錦熙、魏建功、羅常培為委員。:60
1954年10月，中国文字改革协会改組为国务院直属的中国文字改革委员会，23位委員是丁西林、王力、朱学范、吴玉章、吕叔湘、邵力子、季羡林、林汉达、胡乔木、胡愈之、马叙伦、韦悫、陆志韦、傅懋勣、叶恭绰、叶圣陶、叶籁士、董纯才、赵平生、黎锦熙、聂绀弩、魏建功、罗常培。吴玉章为主任委员，胡愈之为副主任委员，吴玉章、胡愈之、韦悫、丁西林、叶恭绰为常务委员。:63
1955年1月7日，中国文字改革委员会发表《汉字简化方案（草案）》。2月成立文字改革委员会拼音方案委员会，由吴玉章、胡愈之为正副主任，委员有：韦悫、丁西林、林汉达、罗常培、陆志韦、黎锦熙、王力、倪海曙、叶籁士、周有光。同年12月，文化部和中国文字改革委员会联合发布《第一批异体字整理表》。
1955年7月13日，中國國務院另成立漢字簡化方案審訂委員會，主任委員董必武，副主任委員郭沫若、馬敘倫、胡喬木，委員有張奚若、沈雁冰（茅盾）、許廣平、朱学范、邵力子、張修竹、項南、徐忻、老舍、曾昭掄、鄧拓、傅彬然等，審訂上列草案。同年9月，中国文字改革委员会提出簡化漢字修正草案，經國務院漢字簡化方案審訂委員會審訂，1956年1月28日國務院全體會議通過。1956年1月31日，《漢字簡化方案》在《人民日報》正式公布。
1956年10月，中国文字改革委员会编印《第二批异体字整理表（初稿）》。1964年3月，中国文字改革委员会、文化部、教育部发出《关于简化字的联合通知》，扩大类推简化字的范围。5月，发布《简化字总表》。1965年1月，出版《印刷通用汉字字形表》。1965年11月，中国文字改革委员会编印《异体字整理表（修订稿）》。1976年12月，中国文字改革委员会编印《第二批异体字整理表（征求意见稿）》。1977年12月，中国文字改革委员会发布了《第二次汉字简化方案（草案）》。

### 改革开放后
1985年12月16日，中华人民共和国国务院办公厅发出《国务院办公厅关于中国文字改革委员会改名为国家语言文字工作委员会的通知》，中国文字改革委员会改名为国家语言文字工作委员会，仍为国务院的直属机构。1988年8月13日《国务院关于国务院机构设置的通知》中明确：国家语言文字工作委员会是直属局级的部委归口管理的国家局，由教育部归口管理。
1994年2月14日，国家语言文字工作委员会转为国家教育委员会管理的国家局（副部级）。1998年，国家语言文字工作委员会并入教育部，对外仍保留国家语言文字工作委员会的牌子。

## 职责
根据《教育部职能配置、内设机构和人员编制规定》，国家语言文字工作委员会承担下列职责：
1. 拟定国家语言文字工作的方针、政策；
2. 编制语言文字工作中长期规划；
3. 制定汉语和少数民族语言文字的规范和标准并组织协调监督检查；
4. 指导推广普通话工作。

## 机构设置
根据有关规定，国家语言文字工作委员会设置下列机构：

### 内设机构
- 办公室（教育部语言文字应用管理司）
- 科研规划领导小组办公室（教育部语言文字信息管理司）

### 直属事业单位
- 语言文字应用研究所（国家语言文字工作委员会普通话与文字应用测试中心）

### 咨询议事机构
- 国家语言文字工作委员会咨询委员会
- 国家语言文字工作委员会科研规划领导小组
- 国家语言文字工作委员会语言文字规范（标准）审定委员会
- 全国推广普通话宣传周领导小组
- 外语中文译写规范和中华思想文化术语传播部际联席会议制度

## 历任领导
国家语言文字工作委员会主任
……
- 李卫红（2010年5月-2015年5月）
- 田学军（2019年5月-2023年1月）
- 陈杰（2023年8月-2024年11月）